# Carex martynenkoi
Carex martynenkoi är en halvgräsart som beskrevs av Zolot. Carex martynenkoi ingår i släktet starrar, och familjen halvgräs. Inga underarter finns listade i Catalogue of Life.